# سكل
السكل أو سكن أو الكوبيا (الاسم العلمي:  Rachycentron canadum) هي نوع من الأسماك البحرية التي تنتمي لرتبة شيميات الشكل، وهي الممثل الوحيد لجنس Rachycentron والأسرة Rachycentridae.

## الوصف

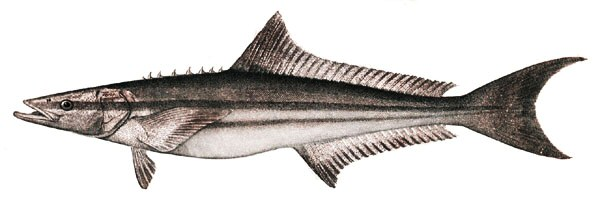
سمكة السكل

يبلغ الحد الأقصى لطول هذه الأسماك لحوالي 2 م (78 بوصة)، ويبلغ الحد الأقصى لوزنها حوالي 78 كجم (172 رطل)، أسماك الكوبيا لها جسم ممدود ومغزلي الشكل (على شكل مغزل) ورأسها عريض ومسطح. العيون صغيرة الحجم وطول الفك السفلي يتخطى الجزء العلوي قليلاً. تغطي الأسنان الليفية الشبيهة بالمشط الفكين واللسان وسقف الفم. جسم السمكة ناعم ومغطى بحراشف صغيرة الحجم. لون هذه الأسماك هو بني داكن، يتحول تدريجيا إلى اللون الأبيض على البطن ويوجد لديها خطين عريضين أفقيين على الجوانب لونهما بني داكن. تكون الخطوط أكثر وضوحًا أثناء فترة السرء، عندما يصبح لونها داكن وعندما تبهت باقي الألوان على الجسم.
عادة ما تقوم هذه الأسماك بتجذيف الزعانف الصدرية الكبيرة الحجم بشكل أفقي، ربما يساعدها ذلك على للتشبه بسمك القرش. تحتوي الزعنفة الظهرية الأولى من ستة إلى تسعة أشواك حادة مستقلة قصيرة وثخينة. اسم العائلة Rachycentridae، مشتق من الكلمات اليونانية rhachis («العمود الفقري») وkentron («اللدغة»)، والاسم مستوحى من هذه الأشواك الزعنفية. تكون زعنفة الذيل لأسماك الكوبيا الناضجة متشعبة ومائلة قليلاً، وعادة ما يكون لون هذا الذيل بني داكن. تفتقر هذه الأسماك إلى نفاخة العوم. أسماك الكوبيا الصغيرة واليانعة يكون عليها شكل خطوط واضحة ومن السهل تمييزها، ولون هذه الخطوط هو أسود وأبيض، ويكون ذيلها مستدير الشكل. أكبر سمكة كوبيا التي تم اصطيادها عن طريق الصنارة والبكرة، كانت سمكة كوبيا التي تم اصطيادها في خليج القرش، أستراليا، ووصل وزنها لحوالي 60 كجم (135 رطل).

## الأنواع المماثلة
تشبه أسماك الكوبيا أقاربها القريبة منها، الأسماك التي تنتمي لفصيلة لشكية، من عائلة (الاسم العلمي:  Echeneidae). ولكن تفتقر أسماك الكوبيا لممص الرأس الموجود عند أسماك عائلة لشكية (أسماك ريمورا - اللزاق)، ولها جسم ثخين ومكتنز أكثر.

## موائله وتوزيعه
بشكل عام، تعيش وتتواجد أسماك الكوبيا بشكل منفرد باستثناء تجمعات التكاثر السنوية، وتتجمع أحيانًا في مناطق الشعاب والأحياد، وحطام السفن والموانئ، والمناطق التي تكون بالقرب من طافية وغيرها من الأماكن والواحات التي يتواجد بها هيكل ما. يتواجد هذا السمك في مناطق البحر المفتوح، ولكنه قد يدخل مصبات الأنهار ومناطق الأيكة الساحلية بحثًا عن الفرائس.
تتواجد أسماك الكوبيا في المياه المعتدلة الدافئة والمياه الاستوائية في غرب وشرق المحيط الأطلسي، وفي جميع أنحاء منطقة الكاريبي، وفي المحيط الهندي قبالة ساحل الهند وأستراليا، وقبالة ساحل المحيط الهادئ في اليابان. إنه سمك يوريثرم، أي يتحمل درجات حرارة مختلفة، ما بين 1.6 إلى 32.2 درجة مئوية. ويعتبر أيضا نوع من أحياء واسعة المدى الملحي، حيث يعيش في مستوى ملوحة ما بين 5.0 إلى 44.5 نسبة ألفية.

## علم البيئة
تتغذى أسماك الكوبيا بشكل رئيسي على السرطان والحبار والأسماك. تتبع الحيوانات الكبيرة مثل أسماك القرش والسلاحف وأسماك شيطان البحر للتغذي على جثثها الميتة. هذا النوع من السمك فضولي للغاية؛ حيث لا يظهر خوف من القوارب.
التفاصيل حول المخلوقات التي تفترس أسماك الكوبيا ليست موثقة جيدًا، ولكن من المعروف أن أسماك ماهي ماهي (الاسم العلمي:  Coryphaena hippurus) تفترس وتتغذى على أسماك الكوبيا الصغيرة واليانعة، ويقوم قرش ماكو قصير الزعنفة (الاسم العلمي:  Isurus oxyrinchus) بافتراس أسماك الكوبيا البالغة.
في الكثير من الأحيان، يتطفل على أسماك الكوبيا، الديدان الأسطوانية، مثقوبات، ديدان شريطية، مجدافيات الأرجل، وشائكات الرؤوس.

## تاريخ حياتها
تنجز أسماك الكوبيا عملية السرء في منطقة البحر المفتوح، حيث تطلق العديد من البيوض العائمة الصغيرة جدا (حوالي 1.2 مم)، وتندمج هذه البيوض لتصبح جزءا من العوالق. يطفو البيض بحرية مع التيارات حتى موعد الفقس. تتغذى الأسماك الصغيرة جدا على عوالق، وتكون عاجزة وقليلة الحيلة إلى حد ما خلال أسبوعها الأول حتى يحين موعد تتطور العيون والفم. ينضج الذكر في سن الثانية وتنضج الإناث في سن الثالثة. كلا الجنسين يعيش حياة طويلة نوعا ما، حيث تعيش هذه الأسماك لمدة حوالي 15 سنة أو أكثر حتى. يحدث نشاط التكاثر في فترة النهار من شهر أبريل إلى شهر سبتمبر، حيث يتكون تجمعات بحرية كبيرة من هذه الأسماك خلال فترة التكاثر هذه، وتكون الأنثى قادرة على إنجاز عملية السرء حتى 30 مرة خلال موسم التكاثر الواحد.

## الهجرة
تقوم أسماك الكوبيا بهجرات موسمية. حيث تقضي فصل الشتاء في خليج المكسيك، ثم تنتقل إلى نحو الشمال وصولا حتى ماساتشوستس لقضاء فصل الصيف، وتمر بفلوريدا عند حوالي شهر مارس.

## الاستخدامات البشرية
يتم بيع أسماك الكوبيا تجاريًا، حيث يتم تعيين سعرًا مرتفعًا نسبيًا لشرائها، وذلك لبنيتها القوية، ولطعمها ونكهتها الممتازة. ومع ذلك، لا يوجد فرع في مجال الصيد مخصص ومحدد لاصطياد هذه الأسماك، نظرا لأنها نوع من أنواع الأسماك الانفرادية والتي لا تتواجد في مجموعات بشكل عام. تم استخدام هذه الأسماك في مجال الزراعة المائية. عادة ما يتم بيع لحمها طازجًا. يتم تقديم لحمها عادة على شكل شرائح مشوية أو مسلوقة. قام كل من الطهاة جيمي أوليفر وماريو باتالي بطهي عدد من الأطباق المصنوعة من سمك الكوبيا خلال حلقة "Battle Cobia" (ترجمة اسم الحلقة: «معركة سمك الكوبيا»)، وكان ذلك في برنامج Iron Chef America [الإنجليزية] التابع لشبكة الغذاء، وقد تم بث الحلقة لأول مرة في شهر يناير 2008. يقدم مطعم المغسلة الفرنسية الذي يملكه توماس كيلر، أسماك كوبيا في قائمة الطعام للتذوق الخاصة به.

## زراعة مائية
تعتبر هذه الأسماك واحدة من أنسب الأسماك في العالم، المرشحة لزراعة وتربية الأسماك البحرية في المياه المفتوحة الدافئة. معدل النمو والبلوغ السريع لهذه الأسماك، وجودة لحمها العالية، قد يجعلها واحدة من أهم الأسماك البحرية التي قد تستعمل في عملية زراعة وتربية الأحياء المائية وإنتاجها في المستقبل.
حاليا، تربى أسماك الكوبيا في المشاتل والأقفاص البحرية للتربية والتنمية القريبة من الساحل، وذلك في أجزاء من آسيا، والولايات المتحدة، والمكسيك، وبنما.
في تايوان، يتم تربية أسماك الكوبيا في المجموعات التي تحوي أسماك يقدر وزنها ما بين 100 إلى 600 غم، ويتم رعايتها لمدة حوالي ما بين 1.0 إلى 1.5 سنة حتى يصل وزنها إلى ما بين 6 إلى 8 كلغ. ثم يتم تصديرها إلى اليابان والصين وأمريكا الشمالية وأوروبا. حوالي 80٪ من الأقفاص البحرية في تايوان مكرسة لتربية أسماك الكوبيا. في عام 2004 ذكرت منظمة الأغذية والزراعة أن 80.6٪ من إنتاج أسماك الكوبيا في العالم كان في الصين وتايوان.
فيتنام هي ثالث أكبر منتج، حيث أنتجت 1500 طن في عام 2008. بعد نجاح الاستزراع المائي لأسماك الكوبيا في تايوان، يتم استخدام التكنولوجيا الناشئة لإثبات وعرض قابلية إنتاج أسماك الكوبيا من خلال التفقيس، وذلك بالتعاون مع قطاع خاص في المواقع البحرية المكشوفة القريبة من الساحل في بورتوريكو وجزر البهاماس، وأكبر مزرعة بحرية مفتوحة في العالم، تديرها شركة تسمى أوبن بلو (الاسم بالإنجليزية: Open Blue) قبالة سواحل بنما.

تعمل الأعماق الأكبر، والتيارات الأقوى، والبُعد عن الشاطئ والساحل، على تقليل التأثيرات البيئية المرتبطة في الكثير من الأحيان بتربية الأحياء المائية (الأسماك تحديدا). يمكن أن تصبح أنظمة الأقفاص البحرية القريبة من الساحل طريقة أكثر مستدامة من الناحية البيئية لتربية الأحياء المائية والأسماك البحرية بشكل تجاري. ومع ذلك، لا تزال هناك بعض المشاكل والعقبات في تربية أسماك الكوبيا، بما في ذلك ارتفاع معدل الوفيات بسبب الإجهاد والضغوطات أثناء الانتقال من خزانات الحضانة والتفقيس أو أقفاص التربية الموجودة في الساحل إلى أقفاص التربية والنمو الموجودة في مياه البحر المفتوح القريبة من الساحل، وكذلك الأمراض التي تواجهها هذه الأسماك من شأنها أن تشكل عقبة في عملية تربيتها.